# Lucbardez-et-Bargues
 Lucbardez-et-Bargues  (en occitano Luc Bardés e Bargas) es una población y comuna francesa, situada en la región de Aquitania, departamento de Landas, en el distrito de Mont-de-Marsan y cantón de Mont-de-Marsan-Nord.

## Demografía
| 311 | 273 | 230 | 269 | 304 | 327 | 432 | 568 | 581 |
| Para los censos de 1962 a 1999 la población legal corresponde a la población sin duplicidades (Fuente: INSEE [Consultar]) |     |     |     |     |     |     |     |     |